# Храмцов, Игорь Борисович
Игорь Борисович Храмцов (род. 19 января 1962, Новосибирск) — советский и российский хоккеист, нападающий. Мастер спорта СССР.

## Биография
Воспитанник новосибирской «Сибири», первый тренер Н. И. Граков. Чемпион всесоюзного детского клуба «Золотая шайба» (1978), был признан лучшим нападающим турнира. В сезоне 1979/80 дебютировал в составе «Сибири» в первенстве первой лиги.
Играл в тройке Храмцов-Ульшин-Громилин. По ходу сезона 1983/84 ушёл из команды по жизненным обстоятельствам. Сезон 1985/86 отыграл в команде второй лиги «Машиностроитель» Новосибирск. В 1986 году вернулся в «Сибирь» и играл за команду до 1999 года. За 18 сезонов сыграл в составе «Сибири» более 800 матчей, забил почти 400 шайб. Лучший снайпер в истории клуба.
По словам тренера Владимира Золотухина, как игрок Храмцов — довольно средний. Физические данные не выдающиеся. У него нет ни большой стартовой скорости, ни какого-то особенного дриблинга. Бросок хороший, но не убойный. А вот чего у Игоря в избытке — так это настырности, хорошей такой спортивной наглости. Часто дрался на площадке.
Свитер Храмцова № 39 висит под сводами ЛДС «Сибирь».